# المحادثة (فلم 1974)
المحادثة (بالإنجليزية: The Conversation) هو فيلم إثارة تم إنتاجه في الولايات المتحدة وصدر في سنة 1974. الفيلم من إخراج فرانسيس فورد كوبولا وكتابة فرانسيس فورد كوبولا.

## بطولة
- جين هاكمان
- هاريسون فورد
- روبرت دوفال

## الميزانية والإيرادات
بلغت تكلفة إنتاج الفيلم حوالي 1,600,000 دولار بينما حقق أرباحا تقدر بـ 4,420,000 دولار.

### ترشيحات وجوائز
| السنة | الحدث  | الفئة     | النتيجة |
| ----- | ------ | --------- | ------- |
|       | أوسكار | أفضل فيلم | ترشـيـح |

## وصلات خارجية
- المحادثة على موقع IMDb (الإنجليزية)
- المحادثة على موقع ميتاكريتيك (الإنجليزية)
- المحادثة على موقع الموسوعة البريطانية (الإنجليزية)
- المحادثة على موقع روتن توميتوز (الإنجليزية)
- المحادثة على موقع ألو سيني (الفرنسية)
- المحادثة على موقع Turner Classic Movies (الإنجليزية)
- المحادثة على موقع أول موفي (الإنجليزية)
- المحادثة على موقع بوكس أوفيس موجو (الإنجليزية)
- المحادثة على موقع فيلمافينيتي (الإسبانية)
- المحادثة على موقع قاعدة بيانات الأفلام السويدية (السويدية)

1. 1 2  مذكور في: موبي. مُعرِّف فيلم في خدمة مُوبي (MUBI): 1946. الوصول: 14 أبريل 2020. المُؤَلِّف: Efe Cakarel. لغة العمل أو لغة الاسم: الإنجليزية.
2. 1 2 3 4 5  "filmsite.org" (بالإنجليزية). Retrieved 2020-04-14. {{استشهاد ويب}}: الوسيط |archive-url= بحاجة لـ |تاريخ أرشيف= (help)
3. ↑  وصلة مرجع: http://flickfacts.com/movie/1624/the-conversation.
4. ↑  وصلة مرجع: http://www.filmaffinity.com/en/film963644.html.
5. ↑  وصلة مرجع: http://www.timeout.com/london/film/the-conversation.
6. ↑  وصلة مرجع: http://www.sfi.se/sv/svensk-filmdatabas/Item/?type=MOVIE&itemid=12992.
7. ↑  وصلة مرجع: http://moviesincolor.com/post/61324374557/francis-ford-coppola-week-the-conversation-1974.
8. ↑  وصلة مرجع: http://www.cinematographers.nl/PaginasDoPh/wexlerhaskell.htm.